# 利沃尼亞鎮區 (明尼蘇達州舍本縣)
利沃尼亞鎮區（英語：Livonia Township）是位於美國明尼蘇達州舍本縣的一個行政鎮區，於1866年設立。

## 地方資料
利沃尼亞鎮區的面積為83.06平方千米，當中陸地面積為80.28平方千米，而水域面積為2.78平方千米。根據2020年美國人口普查的數據，當地共有人口6174人，而人口密度為每平方千米74.33人。